# Георгиос Мегас
Гео̀ргиос Мѐгас (на гръцки: Γεώργιος Μέγας) е гръцки фолклорист.

## Биография
Роден е на 13 август 1893 година в Несебър, България, в семейството на учител. Учи в Сятища, родния град на баща му, а през 1913 година завършва филология в Атинския университет. През следващите години работи като учител и във Фолклорния архив на Атинската академия, който ръководи от 1936 до 1955 година, от 1947 година преподава фолклористика в Атинския университет.
Георгиос Мелас умира в автомобилна катастрофа на 22 октомври 1976 година в Атина.